# Texasnachtschwalbe
Die Texasnachtschwalbe (Chordeiles acutipennis) ist eine Vogelart aus der Familie der Nachtschwalben (Caprimulgidae).
Sie kommt in Bolivien, Brasilien, Chile, Costa Rica, Ecuador, Französisch-Guayana, Guyana, Kolumbien, Mexiko, Panama, Paraguay, Peru, Suriname, auf Trinidad und Tobago, in den USA, in Venezuela und auf der Yucatán-Halbinsel vor.
Ihr Verbreitungsgebiet umfasst alle offenen Lebensräume einschließlich Wüsten und Halbwüsten, mit Büschen oder Gras bewachsene Flächen, gerne in der Nähe von Mangroven oder Sümpfen bis hinauf in unteres Hochland.

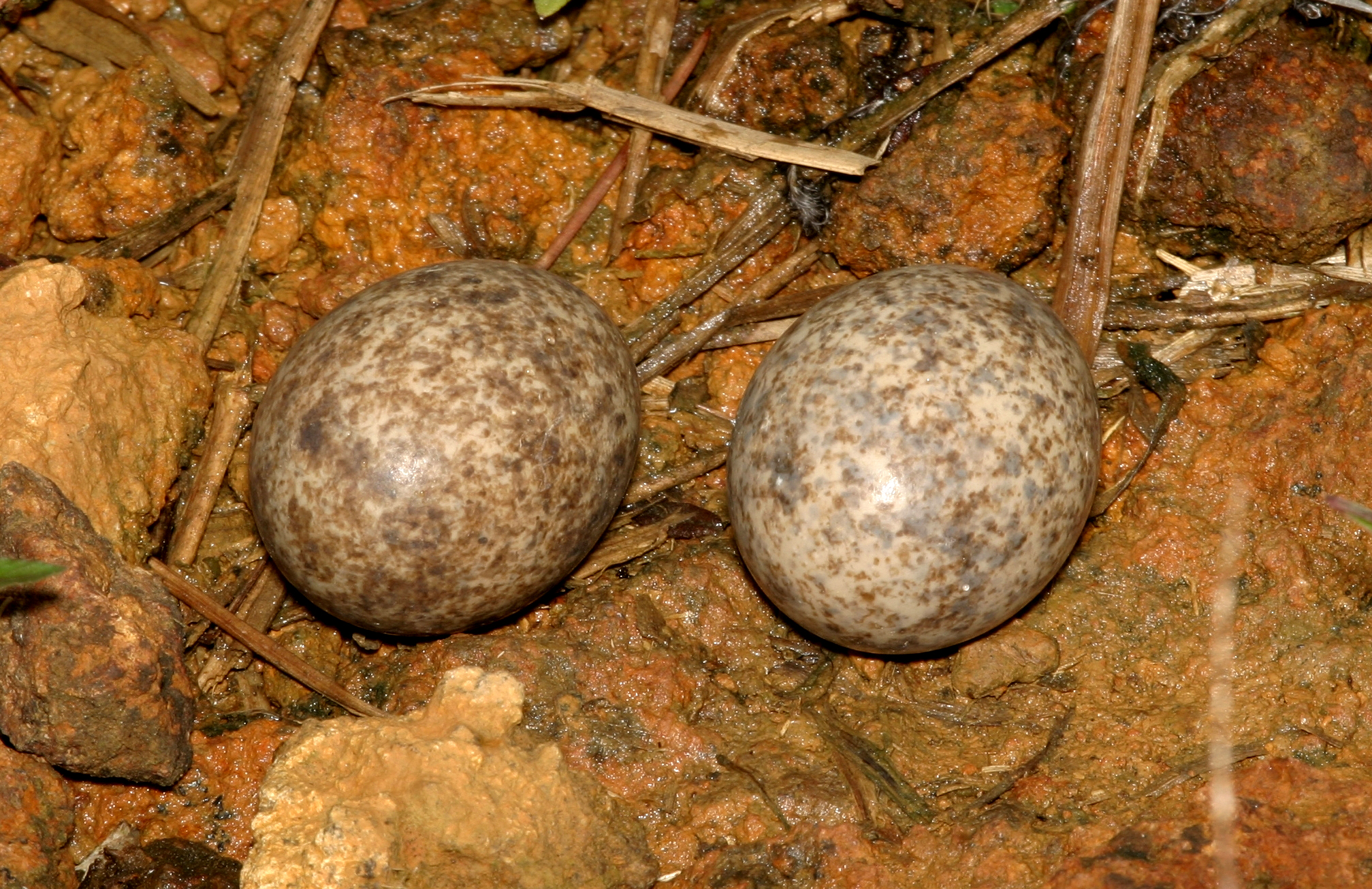
Gelege der Texasnachtschwalbe

## Beschreibung
Die Texasnachtschwalbe ist 19–23 cm groß; das Männchen wiegt 34–62 g, das Weibchen 34–64 g. Die Texasnachtschwalbe ist der Falkennachtschwalbe sehr ähnlich:
Das Gefieder ist dunkelbraun oder graubraun. Die Kehle ist beim Weibchen gelblichbraun, beim Männchen weiß, das auch noch eine weiße Schwanzbinde hat. Jungvögel sind blasser, die Kehle noch weniger gefärbt. Unterscheidungsmerkmal ist die mehr in Richtung Flügelspitze im Fluge zu sehende blasse Flügelbinde (beim Männchen weiß, beim Weibchen gelbbraun). In Ruheposition, meist längs auf niedrigen Ästen, gerne Mangroven, reichen die Flügelspitzen bis zu den Schwanzspitzen.

## Stimme
Der Ruf des Männchens wird als gleichmäßiges Trillern oder langsames Schnurren beschrieben, froschähnlich meckernd oder weinerlich.

## Geografische Variation
Es werden folgende Unterarten anerkannt:
- C. a. texensis Lawrence, 1856[4] – Südwesten der USA bis Mexiko, überwintert in Kolumbien
- C. a. micromeris Oberholser, 1914[5] – Nördliche Yucatán-Halbinsel, Südosten Mexikos
- C. a. littoralis Brodkorb, 1940[6] – Süden Mexikos, Costa Rica bis Panama
- C. a. acutipennis (Hermann, 1783)[7], Nominatform – Kolumbien, Venezuela, Trinidad und Tobago, in den Guyanas, Brasilien, Nordbolivien bis Paraguay
- C. a. crissalis A. H. Miller, 1959[8] – Süden Kolumbiens, (oberes Tal des Río Magdalena, in Huila)
- C. a. aequatorialis Chapman, 1923[9] – Westen Kolumbiens und Ecuadors, möglicherweise auch Nordwesten Perus
- C. a. exilis (Lesson, RP, 1839)[10] – Westen Perus und selten im extremen Norden Chiles

## Lebensweise
Die Nahrung besteht aus Grillen, Käfern, geflügelten Ameisen, Nachtfaltern, Eintagsfliegen, Termiten, Libellen und Moskitos. Der Vogel ist dämmerungsaktiv und jagt fliegend in lockeren Gruppen.
Die Brutzeit liegt in den USA zwischen Ende April und August, in Mexiko von Mai bis August, in El Salvador möglicherweise von Ende April bis Juli und in Costa Rica von März bis Juli.

## Etymologie und Forschungsgeschichte
Die Erstbeschreibung der Texasnachtschwalbe erfolgte 1783 durch Johann Hermann unter dem wissenschaftlichen Namen Caprimulgus acutipennis. Das Typusexemplar ordnete er Cayenne zu. 1832 führte William Swainson die für die Wissenschaft neue Gattung Chordeiles für die Falkennachtschwalbe (Chordeiles minor (Forster, 1771)) (Syn. Caprimulgus virginianus Gmelin, JF, 1789) ein. Dieser Name leitet sich von »chordē χορδη« für »Sehne, Saite« und »deilē δειλη« für »Abend« ab. Der Artname acutipennis ist ein Wortgebilde aus lateinisch acutus, acuere ‚scharfspitzig, auf einen Punkt zuspitzen‘ und lateinisch -pennis, penna ‚-flügelig, Feder‘. Aequatorialis bezieht sich auf Ecuador. Micromeris leitet sich aus »micros « für »klein« und »meris  μερις« für »Teil« ab. Das Wort littoralis hat seinen Ursprung in lateinisch litus, litoris ‚Ufer, Strand‘, crissalis in lateinisch crissum, crissare ‚Kloake, Steiß, kopolieren‘ und exilis in  lateinisch exilis ‚klein, schlank, dünn‘.

## Gefährdungssituation
Die Texasnachtschwalbe gilt als „nicht gefährdet“ (least concern).